# Gasosaure
El gasosaure (Gasosaurus) és un gènere de dinosaure tetanur descobert a Dashanpu, Xina. El nom científic significa "llangardaix del gas", en honor de la companyia petroliera que va trobar la mina de fòssils Dashanpu a la província de Sichuan, actualment anomenada formació del baix Shaximiao. El gasosaure era un carnívor de potes fortes i braços curts. Feia entre 3,5 i 4 metres de longitud i 1,3 d'alçada, amb un pes d'uns 150 kg, fent-lo un carnívor de "mida mitjana". De totes maneres altres estimacions diuen que pesava uns 400 kg, el cert és que se sap poca cosa d'aquest dinosaure. Va viure durant el Juràssic mitjà (Bathonià i/o Cal·lovià), fa uns 164 milions d'anys.